# Dermaleipa androgyna
Dermaleipa androgyna là một loài bướm đêm trong họ Erebidae.